# Museo Lamborghini
El Museo Lamborghini es un museo del automóvil propiedad y operado por Automobili Lamborghini Holding S.p.A. en Sant'Agata Bolognese, en la región italiana de Emilia-Romaña. El museo, de dos pisos, abrió sus puertas en 2001 y fue renovado en junio de 2016 para proporcionar espacio de exhibición para más modelos.
El objetivo del museo es cubrir todos los hitos importantes en la historia de Lamborghini. Para ello, el museo exhibe un árbol genealógico que muestra todos los modelos producidos por la empresa. La galería actual contiene superdeportivos icónicos como el 350 GT y el Sesto Elemento, y coches únicos y conceptuales como el Aventador y el Miura de 2006.